# Ариабхата (лунный кратер)
Кратер Ариабхата (лат. Aryabhata) — остатки древнего ударного кратера, расположенного в восточной части Моря Спокойствия на видимой стороне Луны. Название дано в честь выдающегося индийского астронома и математика Ариабха́ты (476—550) и утверждено Международным астрономическим союзом в 1979 г.

## Описание кратера

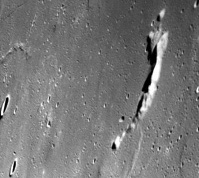
Кратер Ариабхата. Фрагмент снимка с борта Аполлона-8.

Ближайшими соседями кратера являются кратеры Синас на северо-западе; кратер Коши на северо-востоке и кратер Валлах на юго-западе. Селенографические координаты центра кратера — 6°12′ с. ш. 35°10′ в. д. / 6,2° с. ш. 35,17° в. д., диаметр 22 км, глубина — 650 м.
Кратер практически полностью затоплен лавой при заполнении бассейна Моря Спокойствия, над поверхностью моря выступает только восточная часть вала. Высота вала над окружающей местностью составляет 810 м, объем кратера приблизительно 300 км³.
До получения собственного наименования в 1979 г. кратер имел обозначение Маскелайн Е (в системе обозначений так называемых сателлитных кратеров, расположенных в окрестностях кратера, имеющего собственное наименование).

## Сателлитные кратеры
Отсутствуют.